# Orientierungslauf-Weltmeisterschaften 1987
Die 12. Orientierungslauf-Weltmeisterschaften fanden vom 3. September bis 5. September 1987 in und um Gérardmer in Frankreich statt.
Die Siege im Einzel gingen an die Schweden Kent Olsson und Arja Hannus. Norwegen gewann beide Staffelkonkurrenzen.

## Herren

### Einzel
| Platz | Land | Athlet            | Zeit      |
| ----- | ---- | ----------------- | --------- |
| 1     | SWE  | Kent Olsson       | 1:37:19 h |
| 2     | NOR  | Tore Sagvolden    | 1:38:18 h |
| 3     | SUI  | Urs Flühmann      | 1:39:30 h |
| 4     | SWE  | Jörgen Mårtensson | 1:39:48 h |
| 5     | SUI  | Stefan Bolliger   | 1:40:50 h |
| 6     | NOR  | Håvard Tveite     | 1:41:38 h |
| 7     | NOR  | Øyvin Thon        | 1:41:59 h |
| 8     | NOR  | Rolf Vestre       | 1:42:31 h |

Qualifikation: 2. September 1987

Finale: 3. September 1987

Länge: 14,6 km

Steigung: 690 m

Posten: 21

### Staffel
| Platz | Land | Athleten                                                         | Zeit      |
| ----- | ---- | ---------------------------------------------------------------- | --------- |
| 1     | NOR  | Morten Berglia Håvard Tveite Tore Sagvolden Øyvin Thon           | 4:11:21 h |
| 2     | SUI  | Markus Stappung Stefan Bolliger Kaspar Oettli Urs Flühmann       | 4:16:05 h |
| 3     | SWE  | Kent Olsson Hans Melin Jörgen Mårtensson Lars Lönnkvist          | 4:17:07 h |
| 4     | FIN  | Keijo Parkkinen Markku Jauhiainen Peter Ivars Kari Sallinen      | 4:18:56 h |
| 5     | URS  | Aigars Leiboms Walerian Lukjanow Michail Zorin Wladimir Alexejew | 4:28:07 h |
| 6     | DEN  | Rasmus Ødum Pablo Jensen Lars Konradsen Allan Mogensen           | 4:31:09 h |
| 7     | TCH  | Jaroslav Kačmarčík Vlastimil Ichityl Zdeněk Zuzánek Jozef Pollák | 4:32:58 h |
| 8     | GBR  | Steven Hale Richard Jones Martin Bagness Colin McIntyre          | 4:38:20 h |

Datum: 5. September 1987

Ort: Saint-Hilaire

## Damen

### Einzel
| Platz | Land | Athletin                    | Zeit      |
| ----- | ---- | --------------------------- | --------- |
| 1     | SWE  | Arja Hannus                 | 1:07:40 h |
| 2     | SWE  | Karin Rabe                  | 1:07:56 h |
| 3     | TCH  | Jana Galíková               | 1:08:39 h |
| 4     | FIN  | Annariitta Kottonen         | 1:09:20 h |
| 5     | TCH  | Ada Kuchařová               | 1:09:20 h |
| 6     | SUI  | Frauke Sonderegger-Bandixen | 1:10:27 h |
| 7     | SWE  | Katarina Borg               | 1:10:33 h |
| 8     | NOR  | Ellen Sofie Olsvik          | 1:10:52 h |

Qualifikation: 2. September 1987

Finale: 3. September 1987

Länge: 8,8 km

Steigung: 325 m

Posten: 15

### Staffel
| Platz | Land | Athletinnen                                                              | Zeit      |
| ----- | ---- | ------------------------------------------------------------------------ | --------- |
| 1     | NOR  | Ragnhild Bratberg Ragnhild Bente Andersen Ellen Sofie Olsvik Brit Volden | 3:44:04 h |
| 2     | SWE  | Arja Hannus Katarina Borg Marita Skogum Karin Rabe                       | 3:45:07 h |
| 3     | TCH  | Iva Kalibánová Iva Slaninová Ada Kuchařová Jana Galíková                 | 3:56:21 h |
| 4     | FIN  | Eija Koskivaara Riitta Karjalainen Annariitta Kottonen Annika Heino      | 4:01:05 h |
| 5     | URS  | Riju Johansson Irina Namowir Nadeschda Lewitschewa Nadeschda Malygina    | 4:02:17 h |
| 6     | SUI  | Sabrina Fesseler Howald (?) Ruth Humbel Frauke Sonderegger-Bandixen      | 4:21:19 h |
| 7     | GBR  | Hazel Dean Jean Ramsden Ruth Jones Yvette Hague                          | 4:23:05 h |
| 8     | FGR  | Anja Gruhn Bärbel Vitek Barbara Bosch Heidrun Finke                      | 4:38:18 h |

Datum: 5. September 1987

Ort: Saint-Hilaire

## Medaillenspiegel
| Platz | Land             | Gold | Silber | Bronze | Gesamt |
| ----- | ---------------- | ---- | ------ | ------ | ------ |
| 1     | Schweden         | 2    | 2      | 1      | 5      |
| 2     | Norwegen         | 2    | 1      | –      | 3      |
| 3     | Schweiz          | –    | 1      | 1      | 2      |
| 4     | Tschechoslowakei | –    | –      | 2      | 2      |